# Плугин, Роман Юрьевич
Рома́н Юрьевич Плу́гин (род. 10 марта 1975 года, Ставрополь) — российский деятель органов внутренних дел.  Начальник ГУ МВД России по городу Санкт-Петербургу и Ленинградской области. Генерал-лейтенант полиции и Генерал-лейтенант внутренней службы. Отец — Юрий Константинович Плугин.

## Биография
Окончил Рязанский институт права и экономики МВД России, позже — Российскую академию государственной службы при Президенте РФ.
В 2001 году занял должность заместителя начальника межрайонного отдела по экономическим преступлениям, связанным с незаконным оборотом биологических морских ресурсов Северного бассейна и во внешнеэкономической деятельности при УВД Мурманской области.
В августе 2011 года на должности заместителя начальника УВД Северо-Восточный административный округ. В декабре 2013 года на должности начальника УВД по ЮАО ГУ МВД России по городу Москве.
Указом президента РФ от 28.02.2019 г. № 87 назначен начальником ГУВД МВД России по городу Санкт-Петербургу и Ленинградской области.

## Семья
Сын Юрия Плугина, советского деятеля органов внутренних дел. Жена — Дарья, воспитывает 4 детей.

## Санкции
7 декабря 2022 года, на фоне вторжения России на Украину, включён в санкционный список Канады «близких соратников режима» за грубые и систематические нарушения прав человека в отношении российских граждан, «протестующих против незаконного вторжения российского режима в Украину и антидемократической политики».